# Klakier (film)
Klakier – polski film obyczajowy z 1982 roku.

## Obsada aktorska
- Zuzanna Łozińska – Gertruda
- Michał Bajor – Fred
- Włodzimierz Boruński – Gustawek
- Włodzimierz Musiał – Bobojajne
- Włodzimierz Preyss – właściciel małpy Krystynki
- Joanna Szczepkowska – Pola
- Leszek Teleszyński – Jerzyk, mąż Poli
- Iga Cembrzyńska – pani Miodek, kasjerka w teatrze
- Nina Darnton(inne języki) – zagraniczna dziennikarka
- Mirosława Marcheluk – sąsiadka Poli i Jerzyka w hotelu
- Ewa Frąckiewicz – kobieta przy kasie teatru
- Jacek Borkowski – "niemowa", striptizer